# Mordent
Mordent (från italienskans mordente = bitande), är ett musikaliskt ornament som föregår en ton och består i en hastig växling mellan denna ton och den över- eller underliggande sekunden.
Mordenter är särskilt viktiga i barockmusiken.

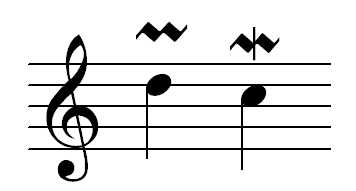
Mordenter är placerade ovanför en musikalisk not. Den första mordenten markerar en växling mot den överliggande sekunden. Den andra, genomstrukna, mordenten markerar en växling mot den underliggande.